# غراهام ستانتون
غراهام ستانتون (بالإنجليزية: Graham Stanton)‏ هو محرر نيوزيلندي، ولد في 9 يوليو 1940 في كرايستشرش في نيوزيلندا، وتوفي في 18 يوليو 2009 في كامبريدج في المملكة المتحدة.